# مجله اروپایی شیمی آلی
مجله اروپایی  شیمی آلی یک مجله علمی داوری همتا است که در سال ۱۹۹۸ میلادی از ادغام مجله‌های زیر تشکیل شده است:
- آنالن لیبیش
- Bulletin de la Société Chimique de France
- Bulletin des Sociétés Chimiques Belges
- Gazzetta Chimica Italiana
- Anales de Química
- Chimika Chronika
- Revista Portuguesa de Química
- ACH-Models in Chemistry